# Branchiocerianthus reniformis
Branchiocerianthus reniformis är en nässeldjursart som beskrevs av Hjalmar Broch 1918. Branchiocerianthus reniformis ingår i släktet Branchiocerianthus och familjen Corymorphidae.
Artens utbredningsområde är Norra Ishavet. Inga underarter finns listade i Catalogue of Life.